# Michael Berkowitz (Musiker)
Michael Berkowitz (* 23. Februar 1949 in Indianapolis) ist ein amerikanischer Schlagzeuger und Dirigent, der das Gene Krupa Orchestra wiederbelebt hat.

## Leben und Wirken
Berkowitz trat bereits mit elf Jahren in Indianapolis als Schlagzeuger auf. Nach dem Musikstudium an der Indiana University ging er mit Johnny Mathis, Andy Williams und Henry Mancini auf Tournee. Auf Mancinis Vorschlag zog er nach Los Angeles, wo er als Studiomusiker in zahlreichen Fernsehprogrammen auftrat und Gloria Estefan, Linda Ronstadt, Ringo Starr, Helen Reddy, Seals and Crofts oder The Association begleitete. Er arbeitete viel mit Johnny Green und Nelson Riddle, für den er schließlich auch dirigierte.
1980 zog er nach New York, wo er auf dem Broadway in Musicals und Shows wie Evita, Pacific Overtures, The Tap Dance Kid, Do Re Mi oder Jerome Robbins’ Broadway wirkte. Auch war er an Alben wie A Sondheim Tribute, My Favorite Broadway, Anyone Can Whistle oder An Evening With Betty Buckley beteiligt. Als Schlagzeuger arbeitete er für Billy Joel, Sting, Elton John und Bette Midler. Auch dirigierte er die zahlreiche Orchester wie die Boston Pops, The London Symphony, The Cincinnati Pops und nahm mit Plácido Domingo auf. Seit 2007 wirkte er als musikalischer Leiter von Liza Minnelli.
Seit 2003 leitet er das von ihm wieder begründete Gene Krupa Orchestra.

## Diskographische Hinweise
- Michael Berkowitz and the Gene Krupa Orchestra Thinking of Gene (2007)
- A Song for Every Station (2008)